# Betis Sevilla
Real Betis Balompié, kurz Real Betis oder einfach nur Betis und im deutschen Sprachraum allgemein bekannt als Betis Sevilla, ist ein Fußballverein aus der südspanischen Stadt Sevilla, dessen erste Mannschaft in der Primera División spielt. Die Vereinsfarben sind Grün-Weiß.
Die grün-weißen Klubfarben von Real Betis Balompié sind an die Provinzfarben der Region Andalusien angelehnt. Die Fans und Spieler von Betis nennt man „béticos“. Im Vereinswappen von Betis findet man zwei große „B“-Buchstaben – diese stehen für Betis Balompié. Der Begriff Balompié ist mit fútbol, also Fußball, im Spanischen gleichzusetzen. Über den zwei „B“ thront eine Krone im Emblem, die den letzten Zusatz im Vereinsnamen (Real = königlich) erklärt. Als Erzrivale von Real Betis gilt der FC Sevilla; ihr direktes Aufeinandertreffen wird als Derbi sevillano bezeichnet.

## Geschichte

### Geschichte bis 2009

Historische Ligaplatzierungen von Real Betis

Der Verein wurde 1907 von Studenten der technischen Schule als Sevilla Balompié gegründet. 1914 fusionierte dieser Klub mit dem Real Betis FC, der als Abspaltung aus dem FC Sevilla hervorgegangen war. Der Name Betis verweist auf den durch die Stadt Sevilla fließende Fluss Guadalquivir, der in der Römerzeit Baetis und bis ins Mittelalter Betis genannt wurde. Neben dem Fußballklub Real Betis Balompié wird dieser alte Name auch durch eine Straße, die Calle Betis, in Sevilla geehrt. Die Calle Betis liegt direkt am Guadalquivir und gehört vor allem abends zu den lebhaftesten Vergnügungsstraßen der 720.000 Einwohner-Stadt in Andalusien.
Während der Zweiten Spanischen Republik (1931–1939) wurde den Klubs verboten, royale Namen zu tragen, und so trug der Verein bis nach dem Spanischen Bürgerkrieg den Namen Betis Balompié, bis er zu seinem alten Namen zurückkehrte. Am 21. Juni 1931 erreichte der Verein zum ersten Mal das Finale der Copa del Presidente de la República, das er in Madrid mit 1:3 gegen Athletic Bilbao verlor. Im Jahr seines 25-jährigen Bestehens belegte Betis 1932 den ersten Platz in der Segunda División, zwei Punkte vor Real Oviedo, und wurde damit der erste andalusische Verein, der in der höchsten Spielklasse spielte.
Am 28. April 1935 gewann Betis unter der Leitung des irischen Trainers Patrick O’Connell Mit nur einem Punkt Vorsprung auf den FC Madrid die spanische Meisterschaft, den bis heute einzigen Meistertitel in der höchsten Spielklasse. Ein Jahr später belegte Betis jedoch nur noch den siebten Platz. Grund dafür war die Auflösung der Meistermannschaft aufgrund der schlechten wirtschaftlichen Lage des Vereins und des beginnenden Bürgerkriegs. Während des Bürgerkriegs zwischen 1936 und 1939 fand kein offizieller Ligabetrieb statt, bis er in der Saison 1939/40 wieder aufgenommen wurde, bei der Betis abstieg.
Trotz einer kurzen Rückkehr in die erste Liga, die nur eine Saison dauerte, ging es mit dem Verein weiter bergab und 1947 wurde mit dem Abstieg in die Tercera División der Tiefpunkt erreicht. 1954 gelang unter der Führung von Präsident Manuel Ruiz Rodríguez wieder der Aufstieg in die zweithöchste Spielklasse. 1955 trat Rodríguez von der Leitung des Vereins zurück und wurde durch den bekanntesten Präsidenten von Betis, Benito Villamarín, ersetzt. Während seiner Amtszeit kehrte Betis 1958/59 in die erste Liga zurück und belegte 1964 den dritten Platz. Sein Kauf des Estadio Heliópolis im Jahr 1961 gilt als ein Schlüsselmoment in der Geschichte des Vereins – das Stadion wurde nach ihm als Estadio Benito Villamarín benannt. 1965 trat Villamarín nach zehn Jahren an der Spitze des Vereins von seinem Amt zurück.

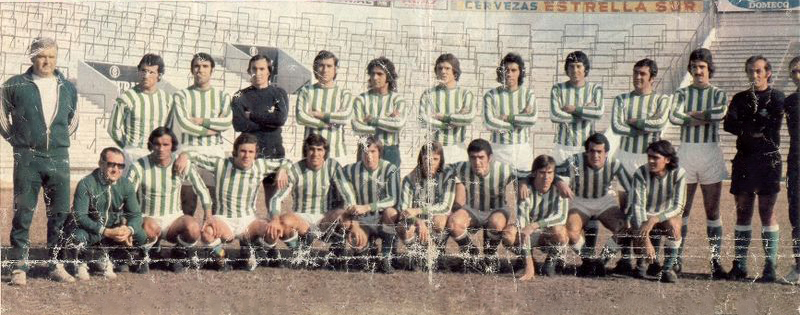
Auswahl von 1974/75

Nur ein Jahr nach Villamaríns Weggang stieg der Verein wieder in die zweite Liga ab und verbrachte mehrere Saisons als Fahrstuhlmannschaft, bevor sich der Verein in den 1970er Jahren fest in La Liga etablieren konnte. Am 25. Juni 1977 spielte Betis im Vicente-Calderón-Stadion im Finale der Copa del Rey gegen Athletic Bilbao. Das Spiel endete 2:2, wobei Betis mit 8:7 nach sage und schreibe 21 Elfmetern gewann und damit seinen ersten Copa del Rey-Titel überhaupt errang. Dies war der krönende Abschluss einer soliden Saison, in der der Verein den fünften Platz in der Liga belegte. Nach diesem Triumph nahm Betis am Europapokal der Pokalsieger 1977/78 teil, wo man nach einem 3:2-Sieg gegen den AC Mailand im Viertelfinale an Dynamo Moskau scheiterte. In der Liga belegte man dagegen einen Abstiegsplatz.
Im darauffolgenden Jahr kehrte Betis in die erste Liga zurück und läutete damit eine „gute Zeit“ für den Verein ein. In den folgenden drei Spielzeiten belegte man dreimal den sechsten Platz und qualifizierte sich 1982 und 1984 für den UEFA-Pokal. Nach drei weiteren Spielzeiten in der zweiten Liga unter der Leitung von Llorenç Serra Ferrer kehrte Betis in der Saison 1994/95 in die höchste Spielklasse zurück, wo es den dritten Platz belegte und sich damit für den UEFA-Pokal qualifizierte, wo man in der folgenden Spielzeit in der dritten Runde am späteren Finalisten Girondins Bordeaux scheiterte. 1998 sorgte Betis europaweit für Aufmerksamkeit als man den Brasilianer Denílson für eine Summe von 31,5 Millionen Euro verpflichtete, damals die höchste Ablöse, die jemals im Fußball gezahlt worden war. Die Verpflichtung erwies sich jedoch als sportliches und finanzielles Desaster für den Klub und 1999/2000 stieg der Verein trotz des teuren Neuzugangs ab, wobei jedoch umgehend der Wiederaufstieg gelang.

2004 kehrte Trainer Serra Ferrer zurück, der die Mannschaft auf den vierten Platz in der Primera División führte. Am 11. Juni 2005 konnte 2:1-Sieg in der Verlängerung gegen CA Osasuna zum zweiten Mal die Copa del Rey gewonnen werden. Durch die Ligaplatzierung nahm Betis 2005/06 als erstes andalusisches Team an der UEFA Champions League teil und erreichte die Gruppenphase, nachdem man in der letzten Qualifikationsrunde die AS Monaco mit 3:2 besiegt hatte. Trotz eines 1:0-Heimsiegs gegen den FC Chelsea belegte der Klub in der Gruppe G den dritten Platz hinter Chelsea und dem FC Liverpool und wurde in den UEFA-Pokal „degradiert“, wo er im Achtelfinale gegen den rumänischen Klub Steaua București ausschied. Im Vergleich zur vorangegangenen Saison verlief die Ligasaison enttäuschend, denn der Klub beendete die Saison auf Platz 14, nur drei Punkte von der Abstiegszone entfernt.

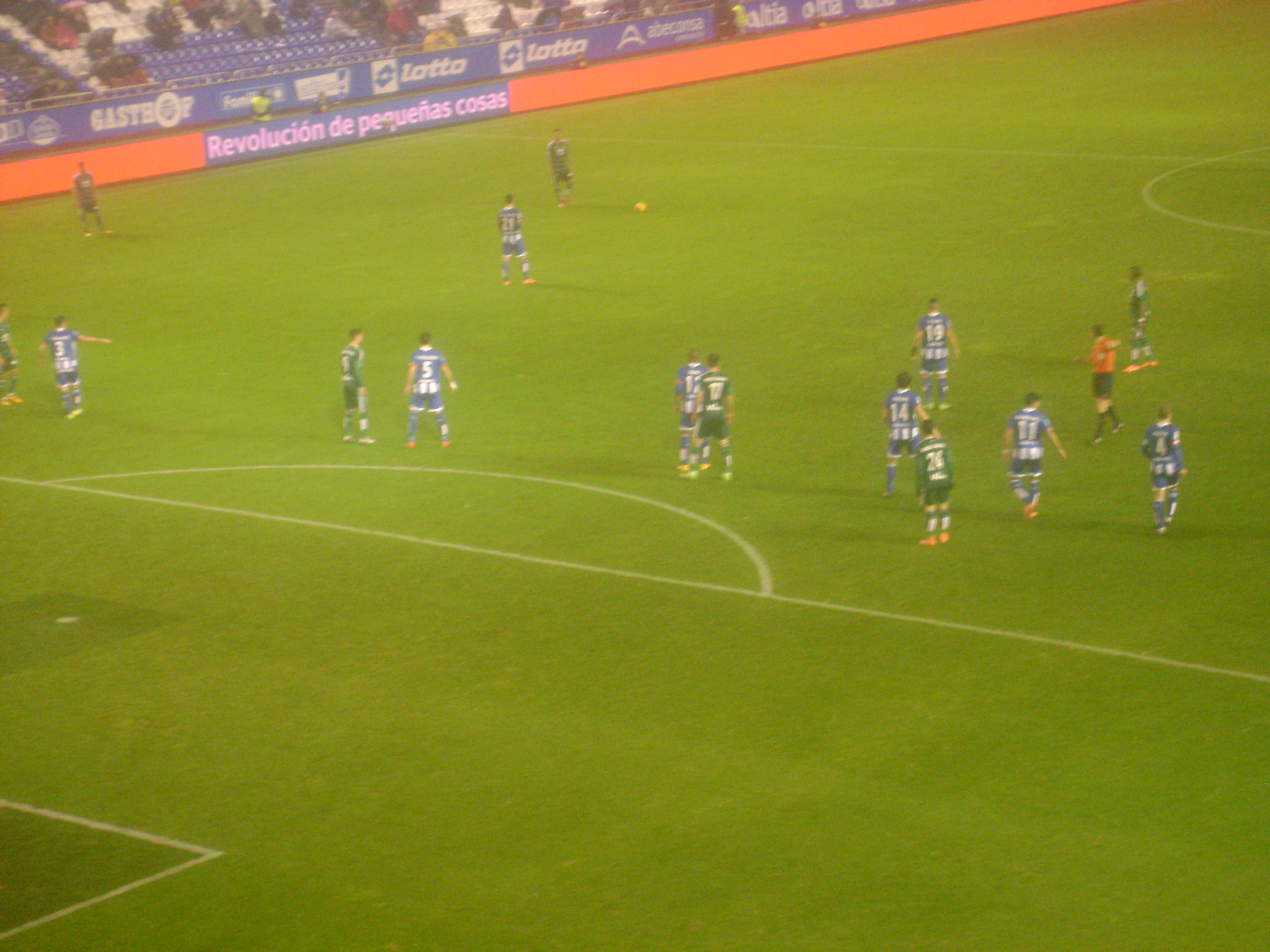
Deportivo La Coruña gegen Betis

Nachdem Betis in der Saison 2005/06 bis zum vorletzten Spieltag im Abstiegskampf steckte und der Präsident Manuel Ruiz de Lopera sich ständig den Anfeindungen der eigenen Fans gegenübersah, kündigte er seinen Rücktritt zum 30. Juni 2006 an. „Don Manuel“ wurde von den Fans, obwohl er den Verein 1992 vor dem Ruin bewahrte, nicht akzeptiert. Die Fans warfen ihm eine Reihe von Kritikpunkten vor. Ihnen missfiel seine „Alleinherrschaft“ und seine despotische Art. Vor allem die Tatsache, dass er nach der schlechten Saison 2005/06 den bei den Fans beliebten Trainer Llorenç Serra Ferrer entließ, brachte die Fans gegen Ruiz de Lopera auf. Serra Ferrer war der erfolgreichste Betis-Trainer der Geschichte. Zudem hatte man trotz der Verletzungen zahlreicher wichtiger Spieler in der Champions League (Dritter in der Vorrunde) und im UEFA-Cup (im Achtelfinale gescheitert) gespielt. Ein weiteres Problem war, dass der Präsident, der seinerzeit Denílson für ca. 31,5 Mio. Euro kaufte, in den letzten Spielzeiten auf günstige Transfers setzte, die den Anforderungen von Betis nicht gerecht wurden. Ab diesem Zeitpunkt ist eine deutliche Wende in der Clubpolitik festzustellen, obwohl etwa 55 Millionen Euro Schulden noch nicht abbezahlt werden konnten. Im Jahre 2011 war Betis Sevilla mit der Zahlung von 22 Millionen Euro an Spielergehältern im Verzug. Bereits ein Jahr zuvor meldete der Verein Konkurs an. Zeitungsberichten zufolge hatte Betis im Jahre 2012 noch zusätzlich Steuerschulden in Höhe von 34 Millionen Euro.

### Real Betis (2009–2020)
| Saison  | Liga             | Platz | Punkte |
| ------- | ---------------- | ----- | ------ |
| 2009/10 | Segunda División | 4     | 71     |
| 2010/11 | Segunda División | 1     | 83     |
| 2011/12 | Primera División | 12    | 47     |
| 2012/13 | Primera División | 7     | 56     |
| 2013/14 | Primera División | 20    | 25     |
| 2014/15 | Segunda División | 1     | 84     |
| 2015/16 | Primera División | 10    | 45     |
| 2016/17 | Primera División | 15    | 39     |
| 2017/18 | Primera División | 6     | 60     |
| 2018/19 | Primera División | 10    | 50     |
| 2019/20 | Primera División | 15    | 41     |

Nach dem 1:1-Unentschieden im Heimspiel des letzten Spieltags der Saison 2008/09 gegen Real Valladolid am 31. Mai 2009 musste das Team nach acht Jahren ununterbrochener Zugehörigkeit zur Primera División zum elften Mal den Weg in die Zweitklassigkeit antreten. In der Folge kam es zu einer Reihe von Demonstrationen gegen Club- und Fußballverbands-Verantwortliche, auch im Zusammenhang mit Manipulationsverdächtigungen gegenüber Hércules Alicante.
Am Ende der Saison 2010/11 konnte nach Reorganisationen im Verein Platz eins und somit der Wiederaufstieg in die Primera División gefeiert werden. Nachdem man sich dort in der Spielzeit 2011/12 im gesicherten Mittelfeld aufgehalten hatte, gelang eine Saison darauf ein sehr gutes Ergebnis, als Betis als Siebtplatzierter sich für die UEFA Europa League qualifizierte. In der Saison 2013/14 schaffte Betis es dort bis ins Achtelfinale, in dem man unglücklich gegen den Stadtrivalen FC Sevilla nach Elfmeterschießen ausschied. In der heimischen Primera División stieg Betis aber als Tabellenletzter ab. Nach einer Saison in der Segunda División stieg Betis als Tabellenerster direkt wieder in die Primera División auf.
Erstmals seit fünf Jahren konnte sich Betis Sevilla wieder für die UEFA Europa League qualifizieren. Vorausgegangen war der sechste Platz der abgelaufenen Saison 2017/18 in der Primera División. Dort erlangte Betis den Gruppensieg, wobei auch ein 1:2-Auswärtssieg gegen die AC Mailand erzielt wurde. In der Zwischenrunde war aber gegen Stade Rennes Schluss (3:3 a; 1:3 h).

### Entwicklung seit 2020
| Saison  | Liga             | Platz | Punkte |
| ------- | ---------------- | ----- | ------ |
| 2020/21 | Primera División | 6     | 61     |
| 2021/22 | Primera División | 5     | 65     |
| 2022/23 | Primera División | 6     | 60     |
| 2023/24 | Primera División | 7     | 57     |
| 2024/25 | Primera División | 6     | 60     |

Nach zwei schwachen Saisons, die auf dem 10. sowie dem 15. Platz beendet wurden, erreichte Betis in der Saison 2020/21 den sechsten Platz und qualifizierte sich erneut für die Europa League.
Die Gruppenphase beendete der andalusische Klub auf Platz 2. In der Zwischenrunde setzte man sich gegen Zenit St. Petersburg (2:3 a; 0:0 h) durch, ehe im Achtelfinale gegen Eintracht Frankfurt (1:2 h; 1:1 a) die Reise beendet war. In der gleichen Saison setzte sich Betis nach einem 1:1 im Elfmeterschießen gegen den FC Valencia durch und gewann die Copa del Rey 2022. Die Saison beendete Betis auf Platz 5, womit eine der besten Saisons der jüngsten Vereinsgeschichte beendet wurde.
Auch in der Saison 2022/23 zählte Betis Sevilla zu den stärkeren Vereinen Spaniens. Die Europa-League-Gruppenphase schloss der Klub mit 16 Punkten mehr als souverän ab, in der Supercopa de España verlor man jedoch nach einem 2:2 im Elfmeterschießen gegen den späteren Sieger Barcelona. Das Achtelfinale der Europa League verlor Betis gegen Manchester United deutlich (1:4 a; 0:1 h), die Liga wurde erneut auf dem sechsten Platz beendet.
In der Saison 2023/24 erreichte Betis Sevilla in der Europa League zum ersten Mal seit ihrer Entstehung nur Platz 3 in der Gruppenphase. Folglich kam es zur ersten Teilnahme an der Europa Conference League, in der Zwischenrunde scheiterte man jedoch an Dinamo Zagreb (0:1 h; 1:1 a). Im spanischen Pokal schieden die Verdiblancos bereits im Sechzehntelfinale aus. Die Saison beendete Betis auf dem siebten Platz.
In der Saison 2024/25 erreichte Betis Sevilla Platz 6 und qualifizierte sich damit für die Europa League. In der UEFA Conference League erreichte Betis sogar erstmals ein europäisches Finale, welches allerdings am 28. Mai 2025 gegen den FC Chelsea nach langer 1:0-Führung mit 1:4 verloren ging.

## Spielstätten
Die erste Mannschaft trägt ihre Heimspiele im 1929 eröffneten Estadio Benito Villamarín im südlichen Teil der Stadt mit 60.721 Plätzen aus. Auf dem vereinseigenen Trainingsgelände Ciudad Deportiva Luis del Sol von 1997 trainiert die erste Mannschaft. Darüber hinaus trainieren und spielen ab der zweiten Mannschaft Betis Sevilla B runter bis zu den Jugendmannschaften, Betis Sevilla Cantera, auf dem Gelände.

## Erfolge
- Spanischer Meister: 1935
- Spanischer Pokalsieger: 1977, 2005, 2022
- Spanischer Pokalfinalist: 1931, 1997
- Spanischer Ligapokalfinalist: 1986
- Spanischer Supercupfinalist: 2005
- 2005/06: Erste Teilnahme an der UEFA Champions League

## Trainer
- Domènec Balmanya (1963–1964)
- Ferenc Szusza (1971–1976)
- Rafael Iriondo (1976–1978, 1981–1982)
- Luis Aragonés (1981–1982, 1997–1998)
- Jozef Jarabinský (1991–1992)
- Luis Fernández (2006–2007)
- Gabriel Calderón (2014)
- Gustavo Poyet (2016)
- Quique Setién (2017–2019)
- Rubi (2019–2020)
- Manuel Pellegrini (seit 2020)

## Aktueller Kader 2024/25
| Nr.                | Nat.                         | Name                    | Geburtsdatum  | im Verein seit | Vertrag bis |
| Torhüter           | Torhüter                     | Torhüter                | Torhüter      | Torhüter       | Torhüter    |
| ------------------ | ---------------------------- | ----------------------- | ------------- | -------------- | ----------- |
| 13                 | Spanien                      | Adrián                  | 3. Jan. 1987  | 2024           | 2026        |
| 25                 | Spanien                      | Fran Vieites            | 7. Mai 1999   | 2022           | 2026        |
| Abwehrspieler      |                              |                         |               |                |             |
| 02                 | Spanien                      | Héctor Bellerín         | 19. März 1995 | 2023           | 2028        |
| 03                 | Spanien                      | Diego Llorente          | 16. Aug. 1993 | 2021           | 2028        |
| 05                 | Spanien                      | Marc Bartra             | 15. Jan. 1991 | 2023           | 2027        |
| 06                 | Brasilien                    | Natan Bernardo de Souza | 6. Feb. 2001  | 2024           | 2025        |
| 12                 | Schweiz                      | Ricardo Rodríguez       | 25. Aug. 1992 | 2024           | 2026        |
| 15                 | Frankreich                   | Romain Perraud          | 25. Aug. 1992 | 2024           | 2029        |
| 23                 | Senegal                      | Youssouf Sabaly         | 5. März 1993  | 2021           | 2026        |
| 24                 | Spanien                      | Aitor Ruibal            | 22. März 1996 | 2019           | 2028        |
| 32                 | Senegal                      | Nobel Mendy             | 3. Sep. 2004  | 2024           | 2027        |
| 40                 | Spanien                      | Ángel Ortiz             | 25. Juli 2004 | 2025           | 2025        |
| Mittelfeldspieler  |                              |                         |               |                |             |
| 04                 | Vereinigte Staaten           | Johnny Cardoso          | 20. Sep. 2001 | 2024           | 2030        |
| 14                 | Portugal                     | William Carvalho        | 7. Apr. 1992  | 2018           | 2026        |
| 16                 | Spanien                      | Sergi Altimira          | 25. Aug. 2001 | 2023           | 2029        |
| 18                 | Spanien                      | Pablo Fornals           | 22. Feb. 1996 | 2024           | 2029        |
| 20                 | Argentinien                  | Giovani Lo Celso        | 9. Apr. 1996  | 2024           | 2028        |
| 21                 | Spanien                      | Marc Roca               | 26. Nov. 1996 | 2023           | 2029        |
| 22                 | Spanien                      | Isco                    | 21. Apr. 1992 | 2023           | 2027        |
| Stürmer            |                              |                         |               |                |             |
| 07                 | Brasilien                    | Antony                  | 24. Feb. 2000 | 2025           | 2025        |
| 09                 | Argentinien                  | Chimy Ávila             | 6. Feb. 1994  | 2024           | 2027        |
| 10                 | Marokko                      | Abde Ezzalzouli         | 17. Dez. 2001 | 2023           | 2029        |
| 11                 | Kongo Demokratische Republik | Cédric Bakambu          | 11. Apr. 1991 | 2024           | 2026        |
| 19                 | Kolumbien                    | Cucho Hernández         | 20. Apr. 1999 | 2025           | 2030        |
| 36                 | Spanien                      | Jesús Rodríguez         | 21. Nov. 2005 | 2025           | 2029        |
| Stand: 2. Mai 2025 |                              |                         |               |                |             |

## Bekannte ehemalige Spieler
- Serafín Aedo (1933–1936)
- Sebastián Alabanda (1972–1980)
- Alfonso (1995–2000, 2002–2005)
- Arzu (2001–2010)
- Marcos Assunção (2002–2007)
- Antonio Benitez (1970–1984)
- Francisco Bizcocho (1971–1982)
- Gabriel Calderón (1983–1987)
- Juan José Cañas (1991–2006)
- Capi (2000–2010)
- Julio Cardeñosa (1974–1985)
- Rubén Castro (2010–2018)
- Denílson (1998–2005)
- Edu (2004–2009)
- José Ramón Esnaola (1973–1985)
- Fabián (2014–2018)
- Nabil Fekir (2019–2024)
- Luis Fernández (1996–2006)
- Fernando (2002–2008)
- Iulian Filipescu (1999–2003)
- Finidi George (1996–2000)
- Rafael Gordillo (1976–1985, 1992–1995)
- Ito (1998–2004)
- Robert Jarni (1995–1998)
- Joaquín (2000–2006, 2015–2023)
- Juanito (2001–2009)
- Simón Lecue (1932–1935)
- Francisco López (1970–1982)
- Juan Merino (1990–2002)
- Jorge Molina (2010–2016)
- Gerrie Mühren (1976–1979)
- Nacho (2009–2014)
- Ricardo Oliveira (2004–2006, 2009)
- Toni Prats (1996–2005)
- Poli Rincón (1981–1989)
- Roberto Ríos (1992–1997)
- David Rivas (1999–2010)
- Quino Sierra (1963–1971)
- Luis del Sol (1954–1960)
- Alexis Trujillo (1993–2000)
- Víctor Unamuno (1933–1936)
- Joaquín Urquiaga (1932–1936)
- Fernando Varela (2000–2006)

## Präsidenten
| Sevilla Balompié | Sevilla Balompié           |
| ---------------- | -------------------------- |
| 1907             | Alfonso del Castillo Ochoa |
| 1909             | Juan del Castillo Ochoa    |

| Betis F.C. | Betis F.C.                     |
| ---------- | ------------------------------ |
| 1909       | Eladio García de la Borbolla   |
| 1912       | Guillermo Comesaña Arahal      |
| 1913       | Pedro Rodriguez de la Borbolla |

Nach Fusion der beiden Vereine:
| Real Betis Balompié | Real Betis Balompié            |
| ------------------- | ------------------------------ |
| 1914                | Harry Jones                    |
| 1916                | Carlos Alarcón de la Lastra    |
| 1920                | Jerónimo Dominguez             |
| 1921                | Gil Gómez Bajuelo              |
| 1924                | Juan del Castillo Ochoa        |
| 1924                | Antonio Polo Roma              |
| 1925                | Ramón Navarro Cáceres          |
| 1928                | Antonio Laguardia              |
| 1929                | Camilo Romero Sánchez          |
| 1929                | Daniel Mezquita                |
| 1930                | Ignacio Sánchez Mejías         |
| 1932                | Jose Ignacio Mantecón Novasa   |
| 1933–1936           | Antonio Moreno Sevillano       |
| 1936–1940           | Valentín Pérez Martínez        |
| 1940–1942           | Ramón Poll Carbonell           |
| 1942–1943           | Alfonso Alarcón de Lastra      |
| 1943–1944           | Francisco Cantalapiedra        |
| 1944–1945           | Eduardo Benjumena Vázquez      |
| 1945–1946           | Manuel Romero Puerto           |
| 1946–1947           | Filomeno de Aspe Martínez      |
| 1947–1950           | Pascual Aparicio García        |
| 1950–1952           | Francisco de la Cerda Carmona  |
| 1952–1955           | Manuel Ruiz Rodríguez          |
| 1955–1965           | Benito Villamarín Prieto       |
| 1965–1966           | Avelino Villamarín Prieto      |
| 1966                | Andrés Gaviño                  |
| 1966                | José Mª Domenech (Provisional) |
| 1967–1968           | Julio de la Puerta Castro      |
| 1969                | José León Gómez                |
| 1969–1978           | José Núñez Naranjo             |
| 1979–1983           | Juan Manuel Mauduit Caller     |
| 1983–1989           | Gerardo Martínez Retamero      |
| 1989–1992           | Hugo Galera Davidson           |
| 1992–1996           | José León Gómez                |
| 1996–2006           | Manuel Ruiz de Lopera          |
| 2006–2010           | Pepe León                      |
| 2010–2011           | Rafael Gordillo                |
| 2011–2014           | Miguel Guillén                 |
| 2014–2015           | Juan Carlos Ollero             |
| seit 2015           | Ángel Haro                     |

## Frauenfußball
Betis Sevilla betreibt seit 2011 eine Frauenfußballabteilung. Die erste Mannschaft stieg 2016 in die Primera División auf.

## Basketball
Betis Sevilla betreibt seit 2016, als der Klub den traditionsreichen Basketballverein CDB Sevilla übernahm, eine Basketballabteilung. Die erste Mannschaft bestreitet die Liga ACB.